# Eventa Servo

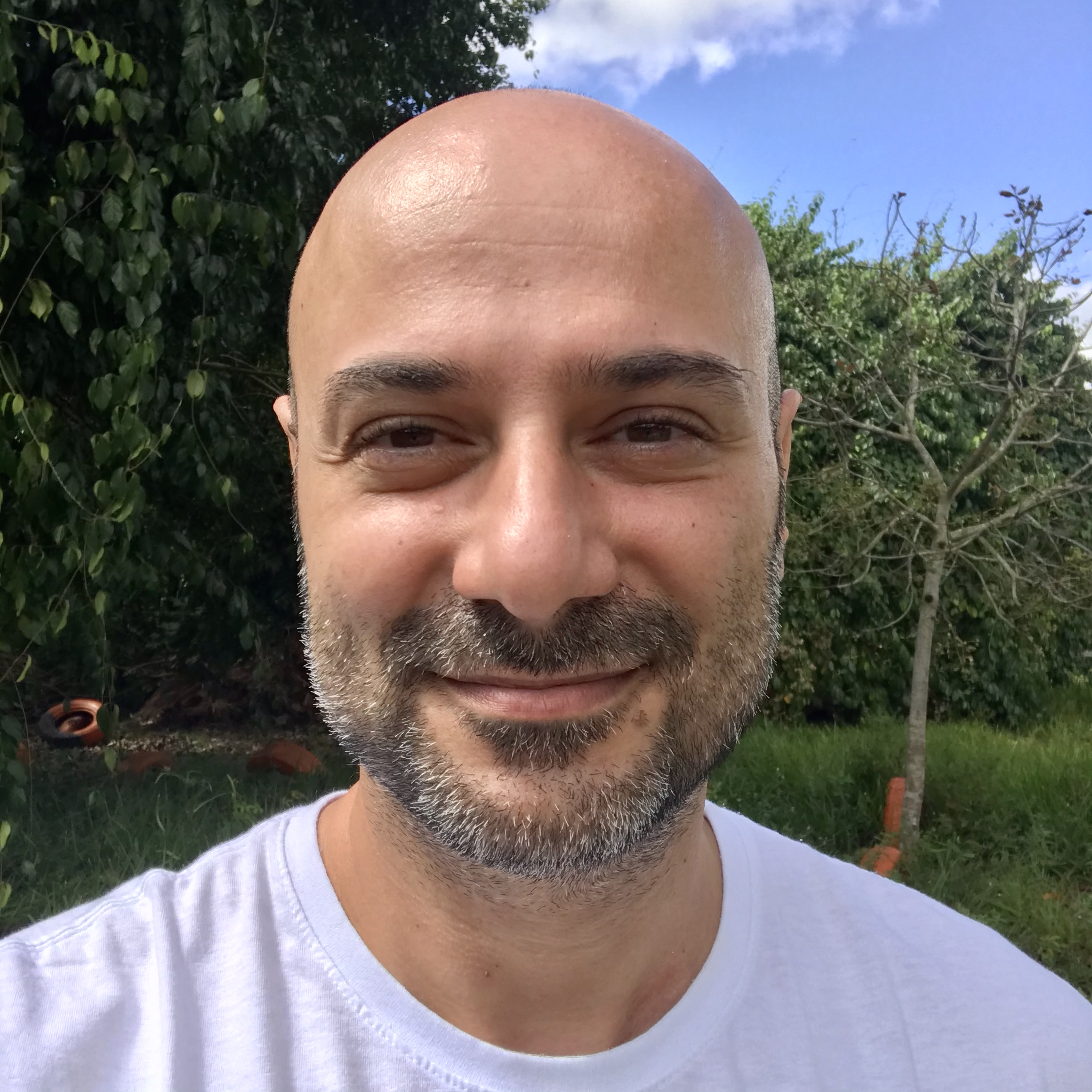
Fernardo Chayani – twórca Eventa Servo

Eventa Servo (pol. „Serwis Wydarzeń”) – strona internetowa zbierająca i rozpowszechniająca informacje o wydarzeniach esperanckich organizowanych na całym świecie. Eventa Servo jest serwisem bezpłatnym. Działa na wolnym oprogramowaniu na licencji AGPL-3.0. Głównym programistą serwisu jest Brazylijczyk Fernardo Chayani. Sprawami technicznymi i testowaniem serwisu zajmuje się Yves Nevelsteen z Belgii.
Serwis Eventa Servo powstał w 2017 roku. Pomysłodawcą założenia strony internetowej informującej o wydarzeniach esperanckich na świecie był Brazylijczyk Fernardo Chayani. Chayani pochodzi z małego miasteczka, gdzie mieszka niewielu esperantystów i gdzie rzadko odbywają się spotkania esperanckie. Stąd pomysł, aby stworzyć serwis, który umożliwi podobnym osobom uczestnictwo w wydarzeniach esperanckich. W kwietniu 2019 roku Chayani przekazał serwis Universala Esperanto-Asocio (UEA), od tego czasu zarówno UEA, jak i TEJO rekomendują Eventa Servo jako miejsce przekazywania informacji o światowych, krajowych i lokalnych wydarzeniach esperanckich takich jak kongresy, spotkania, kursy i inne.
W porównaniu do istniejącego od 1996 roku serwisu Eventoj.hu, Eventa Servo jest bardziej przyjazne dla użytkowników. Działa szybciej i w łatwy sposób można go aktualizować. Każdy użytkownik serwisu, po zalogowaniu się do systemu, może wprowadzić dane wydarzenia. Niezbędne minimum to nazwa, krótki opis, data, miejsce i adres elektroniczny organizatora. W każdej chwili można również aktualizować dane o wydarzeniu. Automatycznie dodawana jest mapa z informacją o miejscu wydarzenia.
Wydarzenia umieszczone na Eventa Servo można w łatwy sposób rozpowszechniać przy pomocy Facebooka, Twittera czy pocztą elektroniczną.